# Hermanas Benítez
Las Hermanas Benítez, fueron un quinteto músico-vocal cubano entre las décadas de 1950 y 1970 Estaba integrado por Beatriz, Beba, Petry, Carmen, Juanita. Haydee, quien se integró al grupo después.

## Historia
Eran hijas del exministro cubano de Trabajo, Francisco Benítez, creador de la ley de Trabajo conocida como '8x5' que protegía a los trabajadores cubanos de jornadas semanales superiores a 40 horas. Posiblemente inspiradas en el éxito del Cuarteto d'Aída, comenzaron muy jóvenes con su grupo, en realidad casi por casualidad y a escondidas de su padre, pero con la complicidad de su amorosa madre Doña Felicia Hernández de Benítez.

## Inicios musicales
Un día las guapas morenas paseaban por el centro de La Habana, cerca de donde vivían, y al pasar frente al edificio de la Radio Cubana, Beba, la más bromista, convence a sus hermanas para entrar y hacerse pasar por cantantes profesionales recién llegadas de la provincia Oriental de Matanzas, consiguiendo una audición, con la cual, para sorpresa de ellas mismas y de los propios productores de la empresa resultan ser una revelación. Después de esa presentación, ya no las dejarían salir sin firmar su primer contrato. Ahí nace el quinteto, que llega muy pronto a la naciente televisión cubana.

## Éxito
Poco después, en 1957 viajan a los Estados Unidos, durante 6 meses, haciendo ruta por más de 20 ciudades con gran éxito. Entonces son buscadas por empresarios mexicanos para firmar un contrato y presentarse en México, donde hacen sus primeras apariciones en el Club de Yates de Acapulco por más de un año ininterrumpidamente. Más tarde son contratadas por la TV mexicana donde se presentan en programas con famosas personalidades como Paco Malgesto, Raúl Astor, Viruta y Capulina, entre otros, hasta su aparición en varias películas, entre ellas la más importante con Cantinflas en "Sube y baja", filmada en 1958. De esa película surge su gran éxito en América, la canción "Corazón de melón", tema que las hizo muy conocidas. Ver video en YouTube.
Siguieron los éxitos, Beba anuncia su matrimonio en México y retiro del grupo, es sustituida por Haydeé quien estaba fuera del grupo al cuidado de su madre en Cuba y se incorpora al grupo para mantener el quinteto, justo en el momento que consiguen un contrato para presentarse en Europa con tanto éxito que su estancia se vuelve permanente en España y continúan presentaciones también por Medio Oriente. Pronto de nuevo aparecerán en cine, con una participación en una película de Dino de Laurentis, "Yo amo, tú amas".
Al llegar el amor a sus diferentes integrantes, la dinámica del grupo va cambiando, pues Beatriz se casa y retira a vivir a Nueva York, a mediados de los años '60, para quedar sólo cuatro integrantes que continúan casándose, pero siguen trabajando ahora como un trío donde siempre una de ellas es comodín y esto le permite continuar una larga y exitosa racha de éxitos, especialmente en España donde 3 de ellas se casan con españoles y se establecen en ese país; Carmen y Haydeé en Madrid y Juanita al sur, en la ciudad andaluza de Chiclana de la Frontera. Sólo una de ellas contrae nupcias y radica en el norte de Europa en Malmö, Suecia.

## Final del Quinteto
Inicia el final del grupo a mediados de los años '70 después de obtener fama y reconocimiento, especialmente de TVE la televisora española quienes producen algunos programas de variedades y entrevistas que hoy son gratamente recordados por el público español. Beba logra reunirse con sus hermanas en Madrid en visita familiar de fin de año en 1976 y no es hasta 1995 que muere Juanita en España.
El 17 de octubre de 2010, la TV Mexicana - Televisa, realiza un programa en vivo de sorpresas y cómplices llamado "Décadas" conducido por Adal Ramones y Alan Tacher.
Haydesita, la hija de Beba, sorprende a su madre y logra reunir con ayuda de la Producción del programa, a Beba con sus hermanas Beatriz y Haydeé quienes viajaron desde Nueva York y Madrid respectivamente para cantar por última vez un fragmento de su éxito icónico: Corazón de Melón. Esta fue la emisión más vista del programa mexicano, en su única temporada.
Poco tiempo antes ya había fallecido Carmen en España, unos años después en 2019, nos dejaría Beba en México y en 2020 y 21 Petri en Suecia y Haydeé en España también partirían. Actualmente sobrevive la mayor de las hermanas Beatriz quien sigue viviendo en Norteamérica con 97 años de edad.
Por supuesto su recuerdo y legado musical nos acompaña hasta estos días, donde todos recordamos con gran alegría y añoranza, toda una época de hermosa que cada canción de ellas evoca.

## Discos
Las Hermanas Benítez grabaron más de una decena de álbumes, entre los que se encuentran:
- LP Seeco 9277 "Hermanas Benítez" Grabado ca.1959. Editado ca.1965.
- Chao chao, T.Hatch
- Al compás de la jenka, J. Rohde
- Sole pizza e amore, G.Giacoletti, etc.
- América, L. Bernstein
- Tu serás mi baby, Spector, etc.
- Muñeca de cera,	S.Gainsbourg
- Un beso pequeñísimo, G. Ornati, etc
- Cu-cu-rru-cu-cú paloma / cor T. Méndez
- Te quiero dijiste / c MG
- Buenos días Acapulco, A. F. Roth
- El patito, A. Arancibia
- Torero, M. Dochado
- M-4992 Mu-2149 Me El pollo de Carlitos, Hnos.R.
- M-4991 Mu-2149 Me Ven Bernabé, S.Ortega

- Datos: Q5894938